# Fluorure de zirconium(III)
Le fluorure de zirconium(III) est un composé chimique de formule ZrF3. Il s'agit d'un solide gris bleuté stable thermiquement jusqu'à 300 °C. Il est insoluble dans les solutions aqueuses d'hydroxyde de sodium NaOH et dans l'ammoniaque NH3 (aq), peu soluble dans l'eau chaude, et facilement soluble dans les acides chauds. Il présente la même structure cristalline que le trioxyde de rhénium ReO3, qui est cubique dans le groupe d'espace Pm3m (no 221).
Il peut être obtenu en faisant réagir du zirconium avec un mélange de fluorure d'hydrogène HF et d'hydrogène H2 à 750 °C :
2 Zr + 6 HF ⟶ 2 ZrF3 + 3 H2.
La préparation par réduction d'hexafluorozirconate d'ammonium (NH4)2ZrF6 avec de l'hydrogène à 650 °C est également possible.